# 우에하라 마코토
우에하라 마코토(일본어: 上原 誠, 1984년 11월 14일~)는 일본의 킥복싱 선수이다. 일본 도쿄도 출신이며 키는 182cm, 체중은 92kg이다.

## 생애

### K-1 격투 전적
- 33전 23승 1무 9패

| 경기일자        | 상대   | 결과 | 내용                | 대회                       |
| --------------- | ------ | ---- | ------------------- | -------------------------- |
| 2008년 7월 13일 | 박용수 | 승   | 4R 연장 1분 25초 KO | K-1 월드 GP 2008 in taipei |

### 정보
주 베이스는 가라테와 킥복싱이며, 가라테 도장 겸 킥복싱 체육관인 무라카미 학원 소속이다. 2008년 7월 아시아 GP에서 원래는 상대인 송빙난과의 리저브 매치에 출전하려 했지만 장칭준이 비자 문제로 결장하면서 토너먼트 8강전에서 박용수와 붙게 되었다. 3R까지 팽팽하게 맞써 그의 위협적인 펀치가 연장 라운드 1분 25초만에 박용수를 KO시켰다.

## 타이틀
- 사도관(士道館) 관동 대회 무차별급 글러브 가라테 2007 우승
- 사도관 전일본 스트롱 오픈 토너먼트 2007~08, 2010~11 우승
- 제2대 RISE 헤비급 챔피언
- 초대 RISE 라이트헤비급 챔피언